# Imparfait
En grammaire, l'imparfait est une forme verbale temporelle de passé qui existe dans certaines langues. De la façon la plus générale, il exprime un procès en train d'avoir lieu dans une portion du passé par rapport au moment de la parole ou du récit, sans faire voir sa fin ni souvent son début. Souvent, ce procès est en rapport de simultanéité avec un autre procès également passé, le premier constituant une toile de fond pour le second. Il exprime implicitement l'aspect imperfectif,,.
Dans certaines langues, comme le français, il y a un imparfait de l'indicatif et un imparfait du subjonctif. Dans d'autres, comme le roumain ou certaines langues slaves, l'imparfait existe seulement à l'indicatif.
À l'indicatif, le procès à l'imparfait ne se rapporte pas toujours à un autre procès du passé. Dans ce cas, il peut avoir une valeur itérative (exprimant la répétition habituelle d'un procès) ou une valeur descriptive, ou bien narrative.
L'imparfait de l'indicatif existait déjà en proto-indo-européen et a été hérité par le proto-grec, puis par le grec ancien (ex. ἐμάχοντο emakhonto « ils combattaient ») ; par le proto-slave, puis par le vieux-slave, le slavon d'église et les autres langues slaves dans leur période ancienne, certaines le conservant au XXIe siècle aussi ; par le latin, qui l'a transmis aux langues romanes.

## Dans les langues romanes

### En latin

#### À l'indicatif
Dans cette langue, à l'indicatif, l'imparfait est marqué par le suffixe -bā- (dans certains contextes phonétiques écourté à -ba-) entre la forme de l'infinitif sans -re et les désinences personnelles. Celles-ci sont les mêmes que celles du présent de l'indicatif, sauf à la première personne du singulier, dont la désinence est -m.
Des exemples de verbes réguliers à la voix active sont :
| Personne | 1re conjugaison amāre « aimer » | 2e conjugaison vidēre « voir » | 3e conjugaison dūcere « conduire » | 3e conjugaison avec -iō au présent capere « prendre » | 4e conjugaison sentīre « sentir » |
| -------- | ------------------------------- | ------------------------------ | ---------------------------------- | ----------------------------------------------------- | --------------------------------- |
| 1re sg.  | amābam                          | vidēbam                        | dūcēbam                            | capiēbam                                              | sentiēbam                         |
| 2e sg.   | amābās                          | vidēbās                        | dūcēbās                            | capiēbās                                              | sentiēbās                         |
| 3e sg.   | amābat                          | vidēbat                        | dūcēbat                            | capiēbat                                              | sentiēbat                         |
| 1re pl.  | amābāmus                        | vidēbāmus                      | dūcēbāmus                          | capiēbāmus                                            | sentiēbāmus                       |
| 2e pl.   | amābātis                        | vidēbātis                      | dūcēbātis                          | capiēbātis                                            | sentiēbātis                       |
| 3e pl.   | amābant                         | vidēbant                       | dūcēbant                           | capiēbant                                             | sentiēbant                        |

Exemple en phrase : Herculēs stābulum sordidum pūrgābat « Hercule nettoyait l'étable sale ».

#### Au subjonctif
Le latin a un imparfait du subjonctif aussi. Il se forme à partir de l'infinitif ayant la voyelle finale -e allongée, suivi des mêmes désinences que ceux de l'indicatif imparfait. Exemples :
| Personne | 1re conjugaison | 2e conjugaison (docēre « enseigner » | 3e conjugaison | 3e conjugaison avec -iō au présent | 4e conjugaison (audīre « entendre » |
| -------- | --------------- | ------------------------------------ | -------------- | ---------------------------------- | ----------------------------------- |
| 1re sg.  | amārem          | docērem                              | dūcerem        | caperem                            | audīrem                             |
| 2e sg.   | amārēs          | docērēs                              | dūcerēs        | caperēs                            | audīrēs                             |
| 3e sg.   | amāret          | docēret                              | dūceret        | caperet                            | audīret                             |
| 1re pl.  | amārēmus        | docērēmus                            | dūcerēmus      | caperēmus                          | audīrēmus                           |
| 2e pl.   | amārētis        | docērētis                            | dūcerētis      | caperētis                          | audīrētis                           |
| 3e pl.   | amārent         | docērent                             | dūcerent       | caperent                           | audīrent                            |

Le subjonctif imparfait est utilisé dans certains types de propositions subordonnées, par exemple celle de but, lorsque le prédicat de la proposition principale, qui régit la subordonnée, est à un temps passé, ex. Nāvigābam ut ad īnsulam venīrem « Je naviguais pour arriver à l'île ».

### En français

#### À l'indicatif
En français, l'imparfait de l'indicatif se forme, avec une seule exception, du radical de la forme d'indicatif présent, 1re personne du pluriel, des verbes des 1er et 3e groupes, et du radical, plus le suffixe -iss- à cette forme, des verbes du 2e groupe. Ces éléments sont suivis de désinences spécifiques. Exemples :
| Personne | 1er groupe nous chantons | 2e groupe nous finissons | 3e groupe nous voulons |
| -------- | ------------------------ | ------------------------ | ---------------------- |
| 1re sg.  | je chantais              | je finissais             | je voulais             |
| 2e sg.   | tu chantais              | tu finissais             | tu voulais             |
| 3e sg.   | il/elle/on chantait      | il/elle finissait        | il/elle voulait        |
| 1re pl.  | nous chantions           | nous finissions          | nous voulions          |
| 2e pl.   | vous chantiez            | vous finissiez           | vous vouliez           |
| 3e pl.   | ils/elles chantaient     | ils/elles finissaient    | ils/elles voulaient    |

L'imparfait de l'indicatif français est employé spécifiquement :
- en toile de fond d'un autre procès passé: Monsieur Legrand n'a pas pu participer à notre réunion, parce qu'il était en déplacement à l'étranger[8] ;
- en concordance avec un temps du passé: Ma mère me disait toujours que je devais faire des études pour être indépendant[9] ;
- avec une valeur itérative : Pendant les vacances, nous faisions toujours de longues balades à vélo[8] ;
- avec une valeur descriptive/narrative : Du haut de la colline, on apercevait un petit village dont les toits brillaient au soleil[8].

Cet imparfait a aussi des emplois non spécifiques :
- pour exprimer une demande de façon atténuée : Excusez-moi de vous déranger ; je voulais vous demander un renseignement[8] ;
- dans des constructions où la conjonction appelée « si conditionnel » est impliquée :
  - en proposition conditionnelle : Si nous avions une voiture, nous pourrions aller visiter les châteaux de la Loire[8] ;
  - dans d'autres types de propositions subordonnées :

Madame Rodier s'habille comme si elle avait vingt ans;
Même si tout le monde était d'accord pour protéger l'environnement, beaucoup de gens ne respecteraient pas la réglementation ;
- pour exprimer un souhait ou un regret : Ah ! si j'étais plus jeune ![8].

#### Au subjonctif
Le subjonctif imparfait se forme de la première personne du singulier de l'indicatif passé simple, sans la dernière lettre de la désinence, plus le suffixe -ss- (sauf à la 3e personne du singulier), plus les désinences personnelles. Comme au subjonctif présent, il est précédé de la conjonction que en tant que marque du mode. Exemples :
| Personne | 1er groupe je parlai    | 2e groupe je finis     | 3e groupe avec -u- je voulus | 3e groupe avec -i- je vis |
| -------- | ----------------------- | ---------------------- | ---------------------------- | ------------------------- |
| 1re sg.  | que je parlasse         | que je finisse         | que je voulusse              | que je visse              |
| 2e sg.   | que tu parlasses        | que tu finisses        | que tu voulusses             | que tu visses             |
| 3e sg.   | qu'il/elle/on parlât    | qu'il/elle finît       | qu'il/elle voulût            | qu'il/elle vît            |
| 1re pl.  | que nous parlassions    | que nous finissions    | que nous voulussions         | que nous vissions         |
| 2e pl.   | que vous parlassiez     | que vous finissiez     | que vous voulussiez          | que vous vissiez          |
| 3e pl.   | qu'ils/elles parlassent | qu'ils/elles finissent | qu'ils/elles voulussent      | qu'ils/elles vissent      |

Cette forme n'est utilisée que dans l'aspect écrit du registre de langue soutenu, et presque uniquement à la 3e personne du singulier. Elle n'est employée en général que dans certains types de subordonnées régies par certains verbes à un temps passé, ex. Le préfet de police ordonna que la foule se dispersât.

### En espagnol

#### À l'indicatif
En espagnol, l'imparfait de l'indicatif conserve, à la première conjugaison, le suffixe -ba- du latin, mais a le suffixe -í- aux deux autres conjugaisons. Les verbes réguliers le forment à partir de leur infinitif sans -ar, -er, respectivement -ir. Exemples :
| Personne | 1re conjugaison cantar « chanter » | 2e conjugaison comer « manger » | 3e conjugaison partir « partir » |
| -------- | ---------------------------------- | ------------------------------- | -------------------------------- |
| 1re sg.  | cantaba                            | comía                           | partía                           |
| 2e sg.   | cantabas                           | comías                          | partías                          |
| 3e sg.   | cantaba                            | comía                           | partía                           |
| 1re pl.  | cantábamos                         | comíamos                        | partíamos                        |
| 2e pl.   | cantabais                          | comíais                         | partíais                         |
| 3e pl.   | cantaban                           | comían                          | partían                          |

Les valeurs spécifiques de l'indicatif imparfait espagnol sont les mêmes que celles en français :
- toile de fond d'un procès passé : Sole tocaba el piano cuando su hermana entró en el salón « Sole jouait du piano quand sa sœur est entrée dans le salon » ;
- valeur itérative : Nos veíamos todas las semanas « On se voyait toutes les semaines » ;
- valeur descriptive/narrative : Estaba enfermo « J'étais/Il était malade » ;

On l'utilise aussi pour atténuer l'expression d'un souhait (ex. Mire, quería decirle algo « Écoutez, je voulais vous dire quelque chose »), ainsi que parfois dans des cas où en français on utilise le conditionnel présent :
- en proposition indépendante : Yo que tú lo hacía « À ta place, je le ferais »[14] ;
- en proposition principale, dans le registre familier, exprimant la conséquence de l'accomplissement de la condition exprimée par le conditionnel présent dans sa subordonnée conditionnelle : Si me ofrecieran el puesto lo aceptaba (= aceptaría – conditionnel présent) « S'ils m'offraient le poste, je l'accepterais »[15].

#### Au subjonctif
Le subjonctif imparfait espagnol a pour base la forme de la 3e personne du pluriel du passé simple, sans -ron. Il en existe deux formes :
1er paradigme :
| Personne | 1re conjugaison cantaron « ils/elles chantèrent » | 2e conjugaison comieron « ils/elles mangèrent » | 3e conjugaison partieron « ils/elles partirent » |
| -------- | ------------------------------------------------- | ----------------------------------------------- | ------------------------------------------------ |
| 1re sg.  | cantara                                           | comiera                                         | partiera                                         |
| 2e sg.   | cantaras                                          | comieras                                        | partieras                                        |
| 3e sg.   | cantara                                           | comiera                                         | partiera                                         |
| 1re pl.  | cantáramos                                        | comiéramos                                      | partiéramos                                      |
| 2e pl.   | cantarais                                         | comierais                                       | partierais                                       |
| 3e pl.   | cantaran                                          | comieran                                        | partieran                                        |

2e paradigme :
| Personne | 1re conjugaison | 2e conjugaison | 3e conjugaison |
| -------- | --------------- | -------------- | -------------- |
| 1re sg.  | cantase         | comiese        | partiese       |
| 2e sg.   | cantases        | comieses       | partieses      |
| 3e sg.   | cantase         | comiese        | partiese       |
| 1re pl.  | cantásemos      | comiésemos     | partiésemos    |
| 2e pl.   | cantáseis       | comieseis      | partieseis     |
| 3e pl.   | cantasen        | comiesen       | partiesen      |

En espagnol, ce temps est utilisé en proposition subordonnée, comme en français, mais sans les fonctions du subjonctif imparfait français. Il peut être en rapport avec le conditionnel présent aussi, et alors il ne place pas le procès dans le passé :
- avec la fonction du futur dans le passé français : Esperaba que llamara/llamase pronto. « J'espérais qu'il appellerait bientôt »[16] ;
- dans des constructions où si conditionnel est impliqué[17] :

Si vinieras/vinieses conmigo, te lo contaría todo « Si tu venais avec moi, je te raconterais tout » ;
Aunque vinieras conmigo, no te diría nada « Même si tu venais avec moi, je ne te dirais rien » ;
Usted actuó como si no supiera nada « Vous avez agi comme si vous ne saviez rien ».

### En italien

#### À l'indicatif
Dans les trois classes de conjugaison régulières, l'imparfait de l'indicatif italien se forme du radical du verbe, plus la voyelle caractéristique de la classe de conjugaison (-a-, -e-, respectivement -i-), plus le suffixe -v-, héritier du suffixe latin, plus les désinences personnelles. Exemples :
| Personne | 1re conjugaison parlare « parler » | 2e conjugaison credere « croire » | 3e conjugaison dormire « dormir » | 3e conjugaison avec le suffixe -isc- au présent finire « finir » |
| -------- | ---------------------------------- | --------------------------------- | --------------------------------- | ---------------------------------------------------------------- |
| 1re sg.  | parlavo                            | credevo                           | dormivo                           | finivo                                                           |
| 2e sg.   | parlavi                            | credevi                           | dormivi                           | finivi                                                           |
| 3e sg.   | parlava                            | credeva                           | dormiva                           | finiva                                                           |
| 1re pl.  | parlavamo                          | credevamo                         | dormivamo                         | finivamo                                                         |
| 2e pl.   | parlavate                          | credevate                         | dormivate                         | finivate                                                         |
| 3e pl.   | parlavano                          | credevano                         | dormivano                         | finivano                                                         |

Valeurs :
- toile de fond d'un autre procès passé : Guardavo la televisione quando c’è stato il terremoto « Je regardais la télévision quand il y a eu le tremblement de terre » ;
- itérative : Prendevamo sempre il caffè alle 11.00 « On prenait toujours le café à 11 heures » ;
- descriptive/narrative : Era mezzanotte, pioveva e la macchina correva silenziosa « Il était minuit, il pleuvait et la voiture roulait silencieuse » ;
- atténuatrice de demande : Volevo delle rose « Je voudrais des roses » ;
- expression d'un procès non réalisé à cause d'une condition non réalisée dans le passé, dans la langue parlée : Se andavi più piano non facevi l’incidente « Si tu avais roulé plus lentement, tu n'aurais pas provoqué l'accident ».

#### Au subjonctif
Le subjonctif imparfait est formé du radical du verbe, la voyelle caractéristique de la classe de conjugaison, plus le suffixe -ss-, plus les désinences personnelles. Exemples :
| Personne | 1re conjugaison | 2e conjugaison | 3e conjugaison | 3e conjugaison avec le suffixe -isc- |
| -------- | --------------- | -------------- | -------------- | ------------------------------------ |
| 1re sg.  | parlassi        | credessi       | dormissi       | finissi                              |
| 2e sg.   | parlassi        | credessi       | dormissi       | finissi                              |
| 3e sg.   | parlassi        | credessi       | dormissi       | finissi                              |
| 1re pl.  | parlassimo      | credessimo     | dormissimo     | finissimo                            |
| 2e pl.   | parlaste        | credeste       | dormiste       | finiste                              |
| 3e pl.   | parlassero      | credessero     | dormissero     | finissero                            |

Le subjonctif imparfait italien est utilisé surtout dans des subordonnées complément d'objet direct exprimant des procès passés simultanées avec des procès passés qui les régissent, ex. Speravo che tu capissi « J'espérais que tu comprenais ». Le verbe régissant peut aussi être au conditionnel présent, et alors celui au subjonctif imparfait exprime un procès à réaliser dans le futur : Vorrei che voi parlaste con il capo « Je voudrais que vous parliez au chef ». Il peut aussi exprimer une condition qui concerne le présent : Compreresti una Rolls Royce, se avessi i soldi? « Est-ce que tu achèterais une Rolls Royce si tu avais de l'argent ? ».

### En roumain
Le roumain a hérité seulement de l'indicatif imparfait latin. Il est marqué par le suffixe -a- à la 1re conjugaison et à la 4e conjugaison des verbes ayant l'infinitif terminé en -î. Un autre suffixe, -ea-, est propre aux 2e et 3e conjugaisons, ainsi qu'aux verbes de la 4e conjugaison ayant l'infinitif terminé en -i. Exemples :
| Personne | 1re conjugaison a aduna « rassembler » | 2e conjugaison a începe « commencer » | 3e conjugaison a părea « paraître » | 4e conjugaison en -î- a coborî « descendre » | 4e conjugaison en -i- a iubi « aimer » |
| -------- | -------------------------------------- | ------------------------------------- | ----------------------------------- | -------------------------------------------- | -------------------------------------- |
| 1re sg.  | adunam                                 | începeam                              | păream                              | coboram                                      | iubeam                                 |
| 2e sg.   | adunai                                 | începeai                              | păreai                              | coborai                                      | iubeai                                 |
| 3e sg.   | aduna                                  | începea                               | părea                               | cobora                                       | iubea                                  |
| 1re pl.  | adunam                                 | începeam                              | păream                              | coboram                                      | iubeam                                 |
| 2e pl.   | adunați                                | începeați                             | păreați                             | coborați                                     | iubeați                                |
| 3e pl.   | adunau                                 | începeau                              | păreau                              | coborau                                      | iubeau                                 |

Les valeurs spécifiques de l'imparfait roumain sont en général les mêmes qu'en français :
- toile de fond d'un autre procès passé : În timp ce mânca, a sunat telefonul « Pendant qu'il/elle mangeait, le téléphone a sonné » ;
- itérative : Se certau mereu « Ils/Elles se disputaient toujours » ;
- descriptive/narrative : Acolo locuiam în copilărie « C'est là-bas que j'habitais/nous habitions dans mon/notre enfance ».

En roumain aussi, on emploie l'imparfait pour exprimer un souhait ou une demande de façon atténuée : Voiam să te văd « Je voulais te voir ».
Comme en italien, dans la langue parlée, l'imparfait exprime un procès non réalisé à cause d'une condition non réalisée dans le passé, ex. Dacă știam, veneam și eu « Si j'avais su, je serais venu(e) moi aussi ».

## En anglais
L'anglais exprime les valeurs de l'imparfait par plusieurs formes verbales, distribuées en fonction de ces valeurs et de la nature du procès.
Les actions narratives passés d'aspect imperfectif sont exprimés par la forme appelée past continuous « passé continu » ou past progressive « passé progressif », formé du verbe auxiliaire be « être » à la forme simple past « passé simple » et le participe présent du verbe à sens lexical, ex. At quarter to eleven I was walking home « À onze heures moins le quart, je rentrais chez moi ».
Les états descriptifs passés exigent plutôt l'emploi de la forme simple past : My grandmother loved this house « Ma grand-mère adorait cette maison ». Par ailleurs, le simple past est aussi utilisé pour exprimer des actions passés d'aspect perfectif, correspondant dans ce cas au passé simple ou au passé composé français.
L'emploi en tant que toile de fond d'un autre procès passé est exprimé par le past continuous également: Tim was washing his hair when the doorbell rang « Tim se lavait les cheveux quand on a sonné à la porte ».
La concordance des temps au passé fonctionne généralement comme en français, par conséquent, par exemple en discours indirect, la simultanéité avec le procès de la proposition principale s'exprime en général avec le simple past correspondant à l'imparfait : Leon said he was tired, so he had a rest « Leon a dit qu'il était fatigué, alors il a pris du repos ».
La valeur itérative est exprimée par plusieurs moyens :
- le past continuous : Do you remember Mr Adams? He was always quoting Shakespeare « Tu te rappelles M. Adams ? Il citait toujours Shakespeare »[22] ;
- la construction use « avoir l'habitude » au simple past + infinitif avec la marque to : I used to come here when I was a child « Je venais (souvent) ici quand j'étais enfant »[24] ;
- la construction will « vouloir » au simple past + infinitif sans to : Tom would always arrive late « Tom arrivait toujours en retard »[24] ;
- le simple past : The children always played in the garden « Les enfants jouaient toujours dans le jardin »[25].

## Dans les langues slaves
Le proto-slave, langue non attéstée mais reconstituée, avait l'imparfait. Toutes les langues slaves en ont hérité, et toutes l'ont conservé pendant une période de leur histoire. Il est attesté pour la première fois en vieux-slave. La plupart des langues slaves modernes, comme le russe, l'ont perdu, parce que dès le proto-slave, il avait commencé de se développer le système des aspects imperfectif et perfectif. Dans les langues où il s'est perdu, les emplois de l'imparfait ont été repris par le temps appelé « parfait » des verbes d'aspect imperfectif. L'imparfait s'est tout de même conservé dans certaines langues, le mieux en bulgare et en macédonien, ex. (bg) Той се хилеше, щом го зърнеше отдалеч Toy se hileshe, shtom go zarneshe otdalech « Il souriait dès qu'il le voyait de loin ».
En BCMS, l'imparfait s'est également conservé, mais seulement dans la littérature artistique. Dans le registre courant, dans les langages scientifique, journalistique et administratif, ses valeurs sont exprimées par le temps appelé perfekt des verbes imperfectifs. Dans ces langues, seuls les verbes qui sont de toute façon imperfectifs forment l'imparfait, de leur radical, plus, en fonction du type de conjugaison, un suffixe, plus des désinences personnelles spécifiques. Il y a sept suffixes à l'imparfait, dont cinq sont les mêmes que ceux devant le suffixe d'infinitif -ti, et deux sont spécifiques. Par exemple, le verbe kopati « creuser » a le suffixe -a- à l'imparfait aussi, mais le verbe hvaliti « vanter » possède à l'infinitif le suffixe -i-, et à l'imparfait, le suffixe -ja-. Ces verbes se conjuguent à l'imparfait comme suit :
| 1re sg. | kopah   | hvaljah   |
| 2e sg.  | kopaše  | hvaljaše  |
| 3e sg.  | kopaše  | hvaljaše  |
| 1re pl. | kopasmo | hvaljasmo |
| 2e pl.  | kopaste | hvaljaste |
| 3e pl.  | kopahu  | hvaljahu  |

Dans ces langues, l'imparfait a les valeurs :
- descriptive/narrative : Stanovahu na kraju grada « Ils/Elles habitaient à la périphérie de la ville »[29] ;
- itérative : Proljeća dolažahu kasno « Les printemps arrivaient tard »[30].